# جایزه بزرگ موناکو ۱۹۶۷
جایزه بزرگ موناکو ۱۹۶۷ یک مسابقهٔ اتومبیل‌رانی فرمول یک بود که در ۷ مهٔ ۱۹۶۷ در موناکو برگزار شد. این مسابقه، دومین مسابقه از ۱۱ مسابقهٔ قهرمانی جهان رانندگان ۱۹۶۷ و جام بین‌المللی سازندگان فرمول یک ۱۹۶۷ بود، دنی هیولم، رانندهٔ تیم برابام در این مسابقه که از ۱۰۰ دور تشکیل شده‌بود، پس از شروع مسابقه از ردهٔ چهارم، در پایان مسابقه به پیروزی دست یافت. گراهام هیل با تیم لوتوس، و کریس ایمون از تیم فراری نیز این مسابقه را به‌ترتیب در جایگاه‌های دوم و سوم به پایان رساندند.
در بین این مسابقه‌ها، مسابقات عادی پیش از آغاز فصل نتایج غیرعادی را به‌همراه داشتند. دن گرنی با خودروی ایگل-وسلیک خود پیروزی در مسابقهٔ قهرمانان در پیست برندز هچ را از آن خود کرده و دن گرنی نیز جایزه بین‌المللی بی‌آردی‌سی را برای تیم فراری کسب کرده‌بود.

## گزارش

### ورود
در مجموع ۱۷ خودروی فرمول یک به این رویداد وارد شدند. خودروهای مجهز به موتورهای ۳٫۰ لیتری در پیست موناکو که از پیکربندی تنگی برخوردار بود، مزیتی نداشتند؛ بنابراین بسیاری از تیم‌های برتر رانندگان خود را با خودروهای ۲ یا ۲٫۵ لیتری روانهٔ مسابقه کردند. هوندا به‌همراه جان سرتیز و یک موتور وی۱۲ به مسابقات برگشت و تیم آنگلو امریکن ریسرز نیز با خودروی ایگل-وسلیک خود برای نخستین بار در موناکو حضور یافت.

### تعیین خط
جک برابام با خودروی برابهام-رپکو بی‌تی۱۹ و با ثبت میانگین سرعت ۸۰٫۷۷۹ مایل بر ساعت (۱۳۰٫۰۰۱ کیلومتر بر ساعت) در مسیر پیست به‌طول ۱٫۹۵۴ مایل (۳٫۱۴۵ کیلومتر)، جایگاه پول پوزیشن را برای سازمان برابهام ریسینگ کسب کرد. لورنزو باندینی از تیم فراری در کنار خودروی برابهام در ردیف نخست صف شروع مسابقه قرار گرفت. در ردیف دوم نیز جان سرتیز با خودروی هوندا و دنی هیولم با دومین خودروی برابهام حضور داشتند. جیم کلارک (لوتوس-کلیمکس) و جکی استوارت (بی‌آرام) به‌ترتیب در جایگاه‌های پنجم و ششم و در ردیف سوم صف شروع قرار گرفتند.

### شروع مسابقه تا دور ۸۱
چند دور ابتدایی مسابقه پر از رویداد بودند – باندینی خود را به جایگاه نخست رساند. موتور رپکوی خودروی جک برابهام تقریباً بلافاصله پس از شروع در پیچ اسپلوگوس منفجر شد و باعث چرخیدن خودروی او در مقابل بروس مک‌لارن و جو سیفرت شد. این دو راننده که سعی داشتند از این وضعیت فرار کنند، با یکدیگر برخورد کردند. در این برخورد تنها خودروی سیفرت آسیب دید و او را روانهٔ پیت‌استاپ کرد. برابام به مسابقه ادامه داد، اما از پیچ میرابیو تا بندرگاه در حال از دست دادن روغن موتور بود. جیم کلارک که بر روی روغن ریخته‌شده از خودروی برابام لیز خورده‌بود، ناچار به عبور از مسیر فرار شد.
کلارک در دور دوم از مسیر خارج شد و از خودروهای دیگر جا ماند. در همین حال هیولم و استوارت از باندینی، که او نیز بر روی روغن خودروی برابام لیز خورده‌بود، سبقت گرفتند. هیولم تا دور ششم و پیش از آنکه استوارت از او جلو بزند، در جایگاه اول باقی ماند. کراون‌ویل و پینیون خودروی استوارت در دور ۱۴ خراب شد و او نیز جایگاه نخست را از دست داد و هیولم دوباره جای او را گرفت. مسابقه با حضور باندینی در جایگاه دوم و مک‌لارن در جایگاه سوم، پس از خروج سرتیز از مسابقه به‌خاطر نقص فنی در پیشرانه، ادامه یافت. مبارزهٔ کلارک برای رسیدن از جایگاه چهاردهم به چهارم، با شکستن کمک‌فنر خودروی او در دور ۴۳ پایان یافت. این موضوع باعث شد تا کریس ایمون به جایگاه چهارم صعود کند.
در نیمهٔ دوم مسابقه، باندینی رفته‌رفته به هیولم نزدیک‌تر شد. بروس مک‌لارن نیز تا پیش آنکه برای تعویض باتری مجبور به ورود به پیت‌استاپ شود، ایمون را پشت خود نگه داشته‌بود. این پیت‌استاپ باعث شد تا او پس از ایمون و گراهام هیل به مسابقه بازگردد.

### تصادف دور ۸۲ و پایان
در فاجعه‌ای که در دور ۸۲ رخ داد، خودروی باندینی پس از بریدن پیچ و برخورد با یک مهارگاه پنهان‌شده، واژگون شد و در میان توده‌های نی دچار انفجار و آتش‌سوزی شد. باندینی زیر خودرو محبوس شده‌بود. عملیات نجات به‌طور ناامیدکننده‌ای ناکافی بود. مداخلهٔ نیروهای امدادی بسیار کند صورت گرفت و دقایق سرنوشت‌سازی پیش از مهار آتش تلف شدند. باندینی پس از نجات با شتاب به بیمارستان منتقل شد. بالگردی که حامل فیلم‌برداران تلویزیونی بود، با کاهش ارتفاع و نزدیک‌شدن به آتش، باعث رسیدن هوای بیشتر به باقی‌مانده‌های آتش بواسطهٔ گردش هوای حاصل از چرخش تیغه‌های پروانهٔ بالگرد شده و خودرو را باری دیگر شعله‌ور کرد.
در همین حین، هیولم که بدون حضور هیچ رقیبی به مسابقه ادامه داد و خود را به پایان مسابقه رساند. ایمون که تنها هشت دور دیگر تا پایان باقی داشت، بر اثر پنچر شدن تایر خودرویش جایگاه دوم را به هیل واگذار کرده و خود نیز در جایگاه سوم قرار گرفت.

### پس از مسابقه
باندینی سه روز بعد بر اثر سوختگی ناشی از آتش‌سوزی درگذشت. هنگامی که این خبر منتشر شد، بسیاری از رانندگان مشهور در حال سفر به ایالات متحده آمریکا برای شرکت در مرحلهٔ تعیین خط مسابقهٔ ایندیاناپلیس ۵۰۰ بودند.
در پی حوادثی که در این مسابقه رخ داد، استفاده از توده‌های نی در پیست‌های گراند پری ممنوع شد. روند توسعهٔ سامانه‌های سوخت‌رسانی پیشگیرنده آتش و لباس‌های ضدحریق برای رانندگان و مارشال‌ها نیز سرعت گرفت، و اجازهٔ پرواز بالگرد فیلم‌برداری تلویزیون با ارتفاع کم بر فراز خودروی آتش‌گرفته هرگز دوباره داده نشد.

## رده‌بندی

### تعیین خط
| جایگاه | شماره | راننده          | سازنده         | زمان   | اختلاف |
| ------ | ----- | --------------- | -------------- | ------ | ------ |
| ۱      | ۸     | جک برابام       | برابام-رپکو    | ۱:۲۷٫۶ | —      |
| ۲      | ۱۸    | لورنزو باندینی  | فراری          | ۱:۲۸٫۳ | +۰٫۷   |
| ۳      | ۷     | جان سرتیز       | هوندا          | ۱:۲۸٫۴ | +۰٫۸   |
| ۴      | ۹     | دنی هیولم       | برابام-رپکو    | ۱:۲۸٫۸ | +۱٫۲   |
| ۵      | ۱۲    | جیم کلارک       | لوتوس-کلیمکس   | ۱:۲۸٫۸ | +۱٫۲   |
| ۶      | ۴     | جکی استوارت     | بی‌آرام         | ۱:۲۹٫۰ | +۱٫۴   |
| ۷      | ۲۳    | دن گرنی         | ایگل-وسلیک     | ۱:۲۹٫۳ | +۱٫۷   |
| ۸      | ۱۴    | گراهام هیل      | لوتوس- بی‌آرام  | ۱:۲۹٫۹ | +۲٫۳   |
| ۹      | ۱۷    | جو سیفرت        | کوپر-مازراتی   | ۱:۳۰٫۰ | +۲٫۴   |
| ۱۰     | ۱۶    | بروس مک‌لارن     | مک‌لارن- بی‌آرام | ۱:۳۰٫۰ | +۲٫۴   |
| ۱۱     | ۲     | جانی سروز-گاوین | ماترا-فورد     | ۱:۳۰٫۴ | +۲٫۸   |
| ۱۲     | ۵     | مایک اسپنس      | بی‌آرام         | ۱:۳۰٫۶ | +۳٫۰   |
| ۱۳     | ۶     | پیرس کارج       | بی‌آرام         | ۱:۳۰٫۶ | +۳٫۰   |
| ۱۴     | ۲۰    | کریس ایمون      | فراری          | ۱:۳۰٫۷ | +۳٫۱   |
| ۱۵     | ۱۰    | جوهن رایندت     | کوپر-مازراتی   | ۱:۳۰٫۸ | +۳٫۲   |
| ۱۶     | ۱۱    | پدرو رودریگز    | کوپر-مازراتی   | ۱:۳۲٫۴ | +۴٫۸   |
| ع.ص.   | ۱۵    | باب اندرسون     | برابام-کلیمکس  | ۱:۳۰٫۶ | +۳٫۰   |
| ع.ص.   | ۱     | ژان-پیر بلتویز  | ماترا-فورد     | ۱:۳۱٫۰ | +۳٫۴   |
| ع.ص.   | ۲۲    | ریچی گینتر      | ایگل-وسلیک     | ۱:۳۱٫۱ | +۳٫۵   |

### مسابقه
| جایگاه | شماره | راننده          | سازنده         | دورها | زمان/بازنشست  | جایگاه در صف | امتیاز |
| ------ | ----- | --------------- | -------------- | ----- | ------------- | ------------ | ------ |
| ۱      | ۹     | دنی هیولم       | برابام-رپکو    | ۱۰۰   | ۲:۳۴:۳۴٫۳     | ۴            | ۹      |
| ۲      | ۱۴    | گراهام هیل      | لوتوس- بی‌آرام  | ۹۹    | + ۱ دور       | ۸            | ۶      |
| ۳      | ۲۰    | کریس ایمون      | فراری          | ۹۸    | + ۲ دور       | ۱۴           | ۴      |
| ۴      | ۱۶    | بروس مک‌لارن     | مک‌لارن- بی‌آرام | ۹۷    | + ۳ دور       | ۱۰           | ۳      |
| ۵      | ۱۱    | پدرو رودریگز    | کوپر-مازراتی   | ۹۶    | + ۴ دور       | ۱۶           | ۲      |
| ۶      | ۵     | مایک اسپنس      | بی‌آرام         | ۹۶    | + ۴ دور       | ۱۲           | ۱      |
| ب.     | ۱۸    | لورنزو باندینی  | فراری          | ۸۱    | تصادف مرگبار  | ۲            |        |
| ب.     | ۶     | پیرس کارج       | بی‌آرام         | ۶۴    | چرخیدن و خروج | ۱۳           |        |
| ب.     | ۱۲    | جیم کلارک       | لوتوس-کلیمکس   | ۴۲    | تعلیق         | ۵            |        |
| ب.     | ۷     | جان سرتیز       | هوندا          | ۳۲    | موتور         | ۳            |        |
| ب.     | ۱۷    | جو سیفرت        | کوپر-مازراتی   | ۳۱    | فشار روغن     | ۹            |        |
| ب.     | ۴     | جکی استوارت     | بی‌آرام         | ۱۴    | دیفرانسیل     | ۶            |        |
| ب.     | ۱۰    | جوهن رایندت     | کوپر-مازراتی   | ۱۴    | جعبه‌دنده      | ۱۵           |        |
| ب.     | ۲۳    | دن گرنی         | ایگل-وسلیک     | ۴     | پمپ سوخت      | ۷            |        |
| ب.     | ۲     | جانی سروز-گاوین | ماترا-فورد     | ۴     | انژکتور       | ۱۱           |        |
| ب.     | ۸     | جک برابام       | برابام-رپکو    | ۰     | موتور         | ۱            |        |
| ع.ص.   | ۱۵    | باب اندرسون     | برابام-کلیمکس  |       |               |              |        |
| ع.ص.   | ۱     | ژان-پیر بلتویز  | ماترا-فورد     |       |               |              |        |
| ع.ص.   | ۲۲    | ریچی گینتر      | ایگل-وسلیک     |       |               |              |        |
| منبع:  |       |                 |                |       |               |              |        |

## رده‌بندی قهرمانی پس از مسابقه
|       | جایگاه | راننده       | امتیاز |
| ----- | ------ | ------------ | ------ |
| ۳     | ۱      | دنی هیولم    | ۱۲     |
| ۱     | ۲      | پدرو رودریگز | ۱۱     |
| ۶     | ۳      | گراهام هیل   | ۶      |
| ۲     | ۴      | جان لاو      | ۶      |
| ۲     | ۵      | جان سرتیز    | ۴      |
| منبع: |        |              |        |

|       | جایگاه | سازنده       | امتیاز |
| ----- | ------ | ------------ | ------ |
| ۳     | ۱      | برابام-رپکو  | ۱۲     |
| ۱     | ۲      | کوپر-مازراتی | ۱۱     |
| ۳     | ۳      | لوتوس-بی‌آرام | ۶      |
| ۲     | ۴      | کوپر-کلیمکس  | ۶      |
| ۲     | ۵      | هوندا        | ۴      |
| منبع: |        |              |        |

- یادداشت: برای هر دو رده‌بندی تنها پنج ردهٔ برتر درج شده‌اند.